# Pteropus tuberculatus
Pteropus tuberculatus — вид рукокрилих, родини Криланових.

## Поширення, поведінка
Країни поширення: Соломонові острови. Цей вид було знайдено в тропічних лісах. Останні знахідки датуються до 1930 р. 
Самиці народжують одне маля на рік.

## Ресурси Інтернета
- Chiroptera Specialist Group 1996. Pteropus tuberculatus [Архівовано 30 вересня 2007 у Wayback Machine.]. 2006 IUCN Red List of Threatened Species.  [Архівовано 16 серпня 2013 у WebCite] Downloaded on 30 July 2007.